# Jasjit Singh
Jasjit Singh (Nuova Delhi, 4 febbraio 1948) è un ex tennista indiano.

## Carriera
In carriera ha raggiunto una finale di doppio all'Indian Open nel 1977, in coppia con il messicano Marcelo Lara. Nei tornei del Grande Slam ha ottenuto il suo miglior risultato raggiungendo i quarti di finale di doppio misto agli US Open nel 1973, in coppia con la sudafricana Ilana Kloss.
In Coppa Davis ha disputato un totale di 3 partite, ottenendo una vittoria e 2 sconfitte.

## Statistiche

### Doppio

#### Finali perse (1)
| Numero | Anno            | Torneo              | Superficie  | Compagno     | Avversari in finale    | Punteggio     |
| 1.     | 4 dicembre 1977 | Indian Open, Mumbai | Terra rossa | Marcelo Lara | Mike Cahill Terry Moor | 7-6, 4-6, 4-6 |